# Август Велер
А́вгуст Ве́лер (нім. August Wöhler; 22 липня 1819 — 21 березня 1914) — німецький інженер-залізничник, відомий своїми систематичними дослідженнями втоми металевих матеріалів.

## Життєпис
Народився у місті Зольтау, Ганноверське королівство у сім'ї місцевого вчителя Георга Генріха Велера (нім. Georg Heinrich Wöhler), проявив неабиякі здібності до математики та виграв стипендію для навчання у Вищому професійному коледжі Ганновера з 1835 року під керівництвом Карла Кармарша.
У 1840 році він був прийнятий на роботу стажистом на завод Августа Борзига у Берліні, де працював на монтажі залізничного обладнання для залізничних колій. У 1843 році, після короткого перебування в Ганновері, він почав навчатися водінню локомотивів у Бельгії, повернувшись інженером на лінію Ганновер-Брауншвейг Королівських державних залізниць Ганновера. До 1847 Велер був старшим суперінтендантом рухомого складу на Нижньосілезько-Мархійській залізниці у Франкфурті-на-Одері.
Залізниця була націоналізована Прусськими державними залізницями у 1852 році, і зростаюча репутація Велера сприяла залученню його прусським міністерством торгівлі для розслідування причин переломів у залізничних осях. Ця робота зайняла Велера протягом наступних двох десятиліть. Визнання управлінських здібностей та високого рівня технічного керівництва призвело до його призначення директором новостворених Імперських залізниць в Ельзасі і Лотарінгії у 1874 році із штаб-квартирою правління у Страсбурзі. На цій посаді він пропрацював до виходу на пенсію у 1889 році.
Велер також був прихильником запровадження державної стандартизації, випробування і сертифікування чавуну і сталі.
Август Велер помер у 1914 році в Ганновері.

## Дослідження втоми металів
Велер розпочав розгляд проблеми руйнування осей з використанням теорії пружності і у 1855 році наблизився до методу розрахунку прогину нерозрізних балок, чим передбачив появу праці Еміля Клапейрона щодо рівняння трьох моментів. Він також увів у практику використання роликових підшипників в опорі одного з кінців мосту для компенсації температурних деформацій.

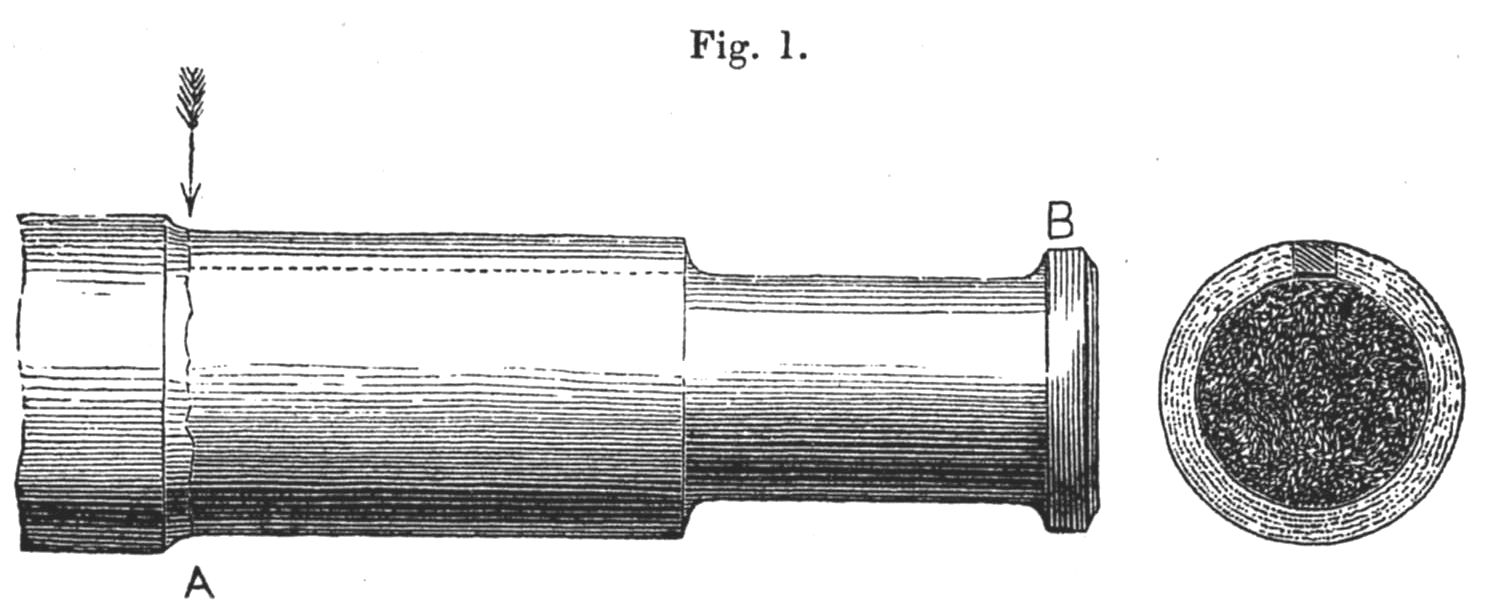
Малюнок втомного руйнування осі, виконаний Джозефом Глінном (Joseph Glynn) після аварії у Версалі (1842)

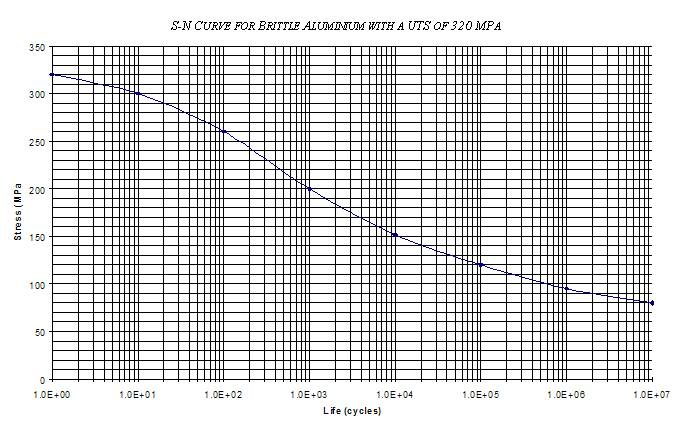
Крива втоми (крива Велера) алюмінієвого сплаву

Його публікації з результатами вивчення втоми знаменують собою перше систематичне дослідження кривих втоми, також відомих як «криві (діаграми) Велера», що служать для характеристики поведінки матеріалів в умовах втоми. Діаграми Велера є графічним представлення залежності між амплітудами напружень циклу і числом циклів до руйнування. Їх можна використовувати для мінімізації проблеми втоми за рахунок зниження напружень у критичних точках елементів конструкцій. Велер переконливо показав, що втома виникає у зв'язку із зростанням тріщин від поверхневих дефектів, допоки продукт більше не спроможний буде витримувати прикладене до нього навантаження. Історію руйнування можна зрозуміти, вивчивши поверхню руйнування. Він розробив пристрій для багаторазового навантажування залізничних осей, у зв'язку з тим, що багато аварій було викликано саме їх раптовим руйнуванням від втоми. Презентація його здобутків на Паризькій виставці у 1867 зробила їх доступними для широкої міжнародної аудиторії.